# Геркинорин
Геркинорин — опиоидный анальгетик, структурно схожий с галлюциногеном сальвинорином А; открыт в 2005 году в ходе изучения связи между строением клеродановых дитерпеноидов и их активностью.
Несмотря на большое структурное сходство, геркинорин в отличие от сальвинорина А имеет в 50 раз меньшую афинность к κ-опиоидным рецепторам, но в 100 раз большую к μ-опиоидным. Изготавливается геркинорин из сальвинорина B, который, в свою очередь, получается из сальвинорина А путём деацетилирования. Хотя оба сальвинорина присутствуют в растении Salvia Divinorum, сальвинорин А присутствует в больших количествах.
Исследования показали, что геркинорин может не вызывать привыкание и лекарственную зависимость таким же образом, как и другие опиоидные анальгетики, хотя было замечено развитие толерантности через некоторые другие механизмы.